# Князі турівські
Князі турівські — володарі Турівського князівства з кінця X до XIV ст. За винятком першого літописного князя Тура, вони належали до різних гілок роду Рюриковичів.

## Перші князі (980—1019)
Згідно з літописами, першим туровським князем і легендарним засновником міста Турова був Тур. У «Повісті минулих літ» (XII ст.) згадується під 980 роком. В Устюзькому літописі (XVI ст.) Тур названий братом полоцького князя Рогволода, цю думку поділяють деякі дослідники (М. Гауссман, В. Ігнатовський, М. Єрмолович).
Першим відомим турівським князем був Святополк Володимирович. Він отримав князівство в 988–989 рр. від батька (або вітчима) — Великого князя Київського Володимира Святославича. Але, на відміну від Володимира іншого сина, князя Полоцького Ізяслава Володимировича, який був посланий у Полоцьке князівство трохи раніше, Святополк не став засновником місцевої князівської гілки.

У 1015 р. Святополк зайняв київський престол, але пізніше програв битву князю новгородському Ярославу Володимировичу і помер у Польщі чи Чехії в 1019 р. Очевидно, Святополк не залишив нащадків.

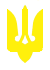
Тризуб — знак Рюриковичів. Із нього формувалися особисті князівські символи.
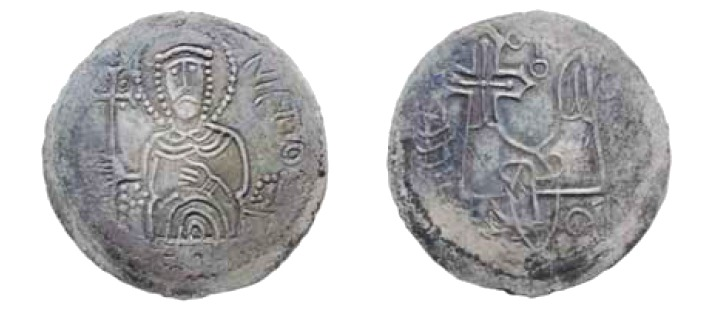
Срібна монета Святополка Володимировича. На реверсі монети його князівський знак. Київ.
Знак Святополка Володимировича: двозуб, лівий кінець якого завершений хрестом.
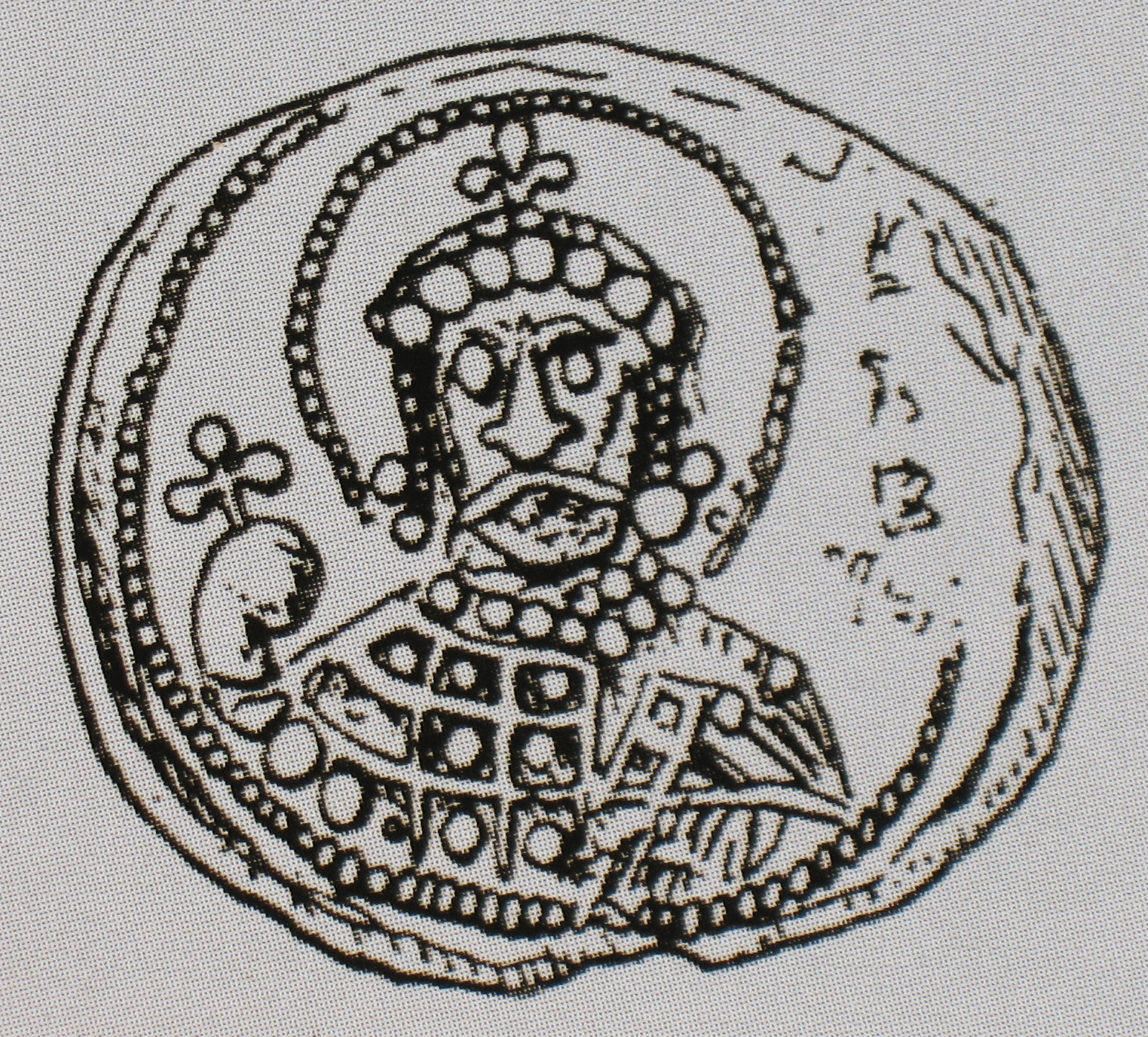
Печатка Святополка Володимировича.

## Питання про турівську князівську династію до1158р

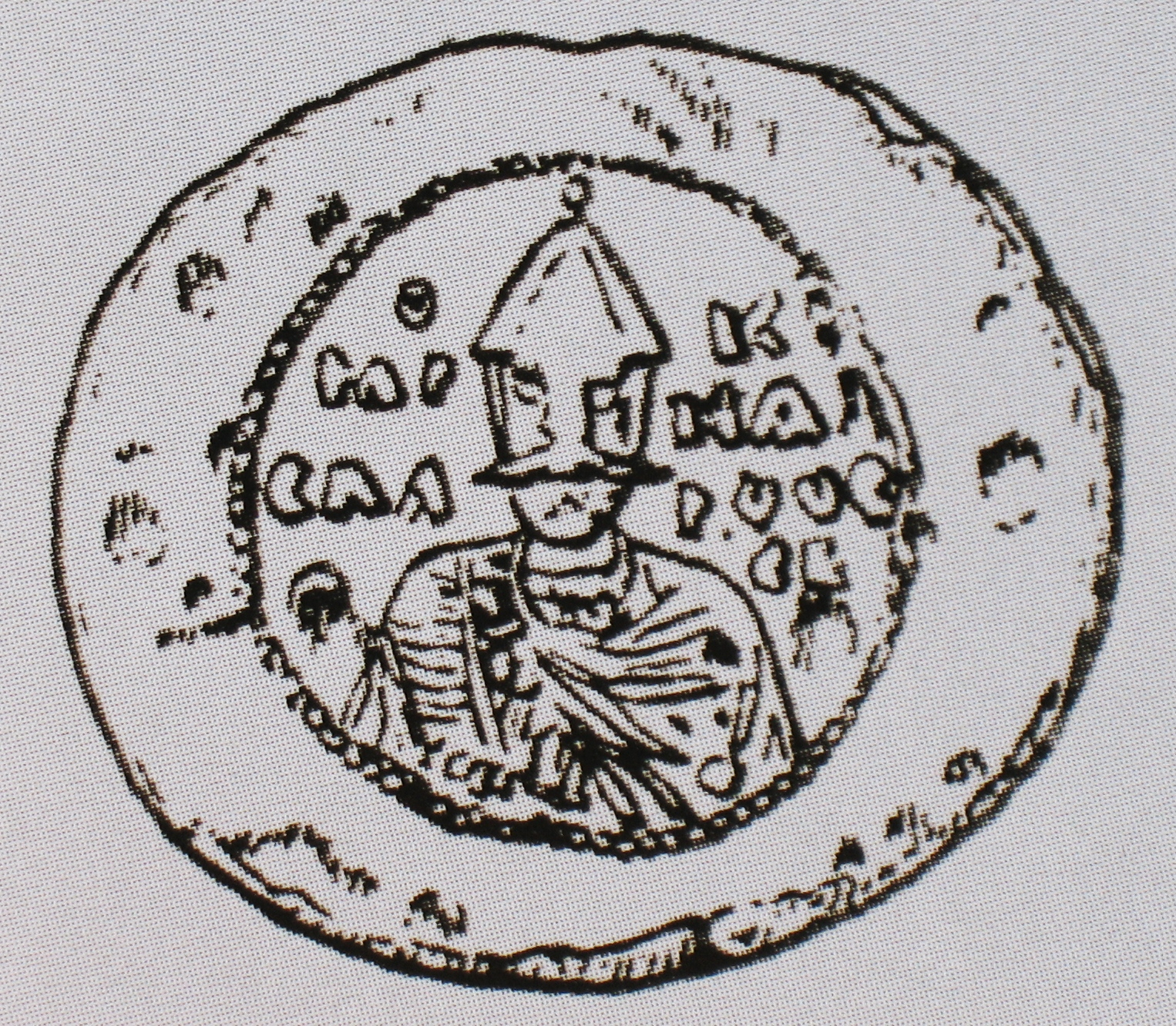
Печатка Ярослава Володимировича. Перша половина XI ст., знайдена в Новгороді.

До 1052 р. Турівським князівством керував безпосередньо великий князь київський Ярослав Володимирович.

Знак Ізяслава Ярославича.

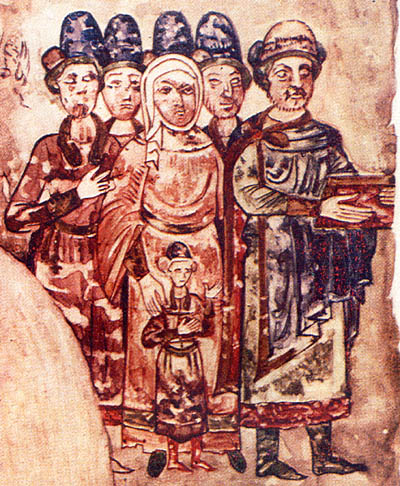
Святослав Ярославич (крайній правий) із родиною. Мініатюра із зібрання 1073 р.

Наступним князем тут є другий син Ярослава — Ізяслав Ярославич. Тоді в Турові правили його молодші брати Святослав Ярославич і Всеволод Ярославич. А потім турівський престол послідовно посідають сини Ізяслава Ярославича — Ярополк Ізяславич і Святополк Ізяславич.

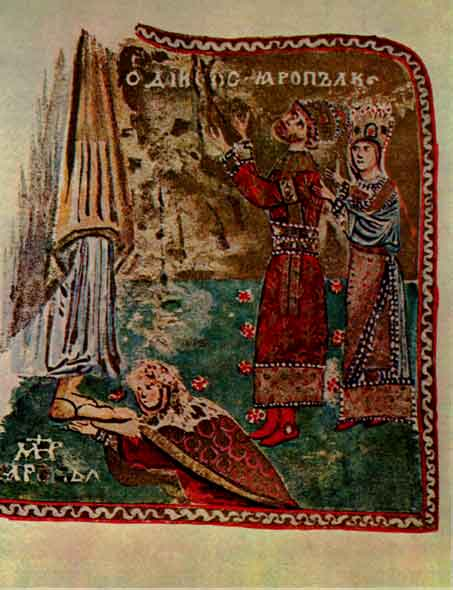
Ярополк Ізяславич, його мати Гертруда Мешківна (внизу ліворуч) і дружина Кунігунда фон Арламунде. Мініатюра з «Молитовника Гертруди», XI ст.

Успадкування князювання (від Ізяслава Ярославича до його синів Ярополка і Святополка) дає підстави вважати, що була заснована Турівська княжа династія. У науковій літературі (особливо у працях П. Ф. Лисенка) Ізяслав Ярославич поданий як засновник місцевої княжої гілки. На цю думку наводить і те, що син Святополка, володимирсько-волинський князь Ярослав Святополчич, боровся за турівський престол, але зазнав поразки в боротьбі з київським великим князем Володимиром Всеволодовичем (Мономахом).
Тісні зв'язки самого Ізяслава Ярославича, а також його нащадків із Києвом, Новгородом і Волинню змушують деяких дослідників сумніватися, що до середини ХІІ ст. може йти мова про існування окремої Турівської династії. У цей час тут правлять і представники інших ліній Рюриковичів, у 1113—1157 рр. жоден нащадок Ізяслава не був турівським князем.
Водночас у 1158 р. правнук Ізяслава Юрій Ярославич (син Ярослава Святополчича) зайняв турівський престол без згоди великого київського князя і, очевидно, обґрунтував своє право належністю до Ізяславича. Він двічі витримував облогу Турова військами великого київського князя, а згодом у Турівській землі правили лише нащадки Юрія.
Питання про турівську князівську династію безпосередньо пов'язане з питанням про статус і роль Турівського князівства в політичній історії Русі.

## Список турівських князів у X—XII ст
1. Тур (згадується під 980)
2. Святополк Володимирович: 988—1016, 1018-1019 (у 1015—1016 і 1018—1019 одночасно з князюванням у Києві)
3. Ярослав Володимирович: 1016—1018, 1019—1052 (одночасно з князюванням у Києві)
4. Ізяслав Ярославич: 1052—1072, 1076—1078 (у 1054—1072 та 1076—1078 одночасно з князюванням у Києві)
5. Святослав Ярославич: 1072—1076 (одночасно з князюванням у Києві)
6. Всеволод Ярославич: 1076 (одночасно з князюванням у Києві)
7. Ярополк Ізяславич: 1079 — 1087 рр.
8. Святополк Ізяславич: ~1087—1113 (у 1093—1113 одночасно з князюванням у Києві[5])
9. Володимир Всеволодович (Мономах): 1113—1125 (одночасно з князюванням у Києві)
10. В'ячеслав Володимирович: 1125—1132, 1134—1136, 1136—1142, 1146 (після 1139 одночасно з князюванням у Києві)
11. Ізяслав Мстиславич: 1132—1134, 1136
12. Святослав Всеволодович: 1142, 1154
13. Ярослав Ізяславич : 1146—1148
14. Андрій Юрійович (Боголюбський): 1150
15. Борис Юрійович: 1155—1158
16. Юрій Ярославич: 1158—1162

Після поділу князівства на уділи:
- Святополк III Юрійович: згадується в 1162—1190 рр.
- Іван Юрійович: згад. у 1167 —1183 рр.
- Гліб Юрійович: у 1195 р.

## Княжий престол для Юрія Ярославича та його синів

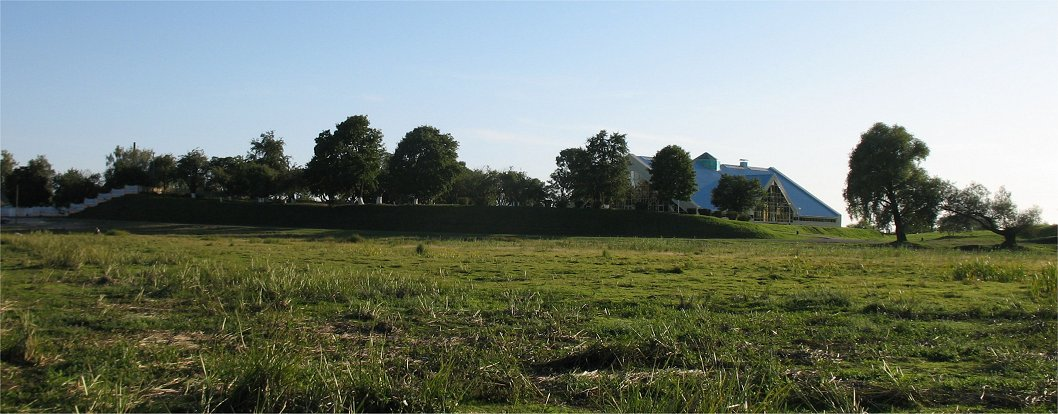
Городище середньовічного Турова та археологічного музею. Турів Житковицького району Гомельської області.

Питання про те, як Турівське князівство успадкували сини Юрія Ярославича, викликає заплутаність через суперечливі літописи. Різні дослідники вирішують це по-різному. Вищенаведена інформація заснована на роботах Л. Войтовича та П. Ф. Лисенка.
Можна однозначно стверджувати, що після 1162 р. і до 1170 р. Юрій помер. У 1174 р. у літописах згадуються «турівські і пінські князі», тобто фіксується поділ князівства. Очевидно, Юрій поділив спадок між синами. Надалі вони чергуються на головному — турівському — престолі.

## Туровські князіXIII— XIV ст
Після 1196 року деякі відомості про саме Турівське князівство майже зникли. На перший план виходить Пінське князівство (до 1246 р. під назвою «Пінська земля»). У цей час є спроби реконструювати спадщину турівського престолу, які, однак, залишаються гіпотетичними.